# 樊春玲
樊春玲（1972年2月2日—），中国足球运动员，中国国家女子足球队成员。曾代表中国参加1995年亚足联女子锦标赛、1997年亚足联女子锦标赛和1999年国际足联女子世界杯。